# Paulo Bento (treinador de futebol)
Paulo Jorge Gomes Bento (Lisboa, 20 de junho de 1969) é um treinador e ex-futebolista português que atuava como volante. Atualmente está sem clube.

## Carreira como jogador
Enquanto jogador, ocupava a posição de médio defensivo. Começou nas escolas do Clube Académico de Alvalade e Sport Futebol Palmense, seguindo a carreira profissional no Clube Futebol Benfica. Seguiram-se Estrela da Amadora, Vitória de Guimarães, Benfica, Real Oviedo e por fim Sporting, onde encerrou a carreira futebolística.
Foi 35 vezes internacional por Portugal, estreou com a camisola da Seleção Nacional a 15 de janeiro de 1992, num empate por 0–0 contra a Espanha, e finalizou a sua carreira internacional no infeliz 1–0 contra a Coreia do Sul, em 14 de junho de 2002, que ditou o afastamento de Portugal do Campeonato do Mundo ainda na fase de grupos da competição. Encerrou a carreira de jogador em 2004, aos 34 anos.

## Carreira como treinador
Depois de anunciar o fim da carreira num comunicado emotivo, tornou-se treinador da equipa Júnior do Sporting Clube de Portugal. Nessa mesma temporada conquistou o Campeonato Nacional de Juniores, trabalhando com uma equipa com grande potencial. Depois do despedimento de José Peseiro após o fiasco do mesmo nas competições europeias foi chamado a treinar a equipa sénior do Sporting Clube de Portugal.
Em quatro temporadas, Bento terminou com quatro vices consecutivos, sempre atrás do Porto. Foram duas Taças de Portugal e duas Supertaças Cândido de Oliveira.
No dia 6 de novembro de 2009, demitiu-se do cargo de treinador do Sporting.

### Seleção Portuguesa
Em 21 de setembro de 2010, Paulo Bento, de 41 anos, foi designado como novo seleccionador nacional, com o contrato previsto para terminar em 2012. Estreou na Seleção com uma vitória por 3–1 (gols de Nani e Cristiano Ronaldo) contra a Dinamarca no Estádio do Dragão, num jogo válido pelas Qualificatórias para a Euro 2012. Uma nova vitória frente à Seleção da Islândia por 3–1, trouxe nova confiança à Seleção Portuguesa que terminou o ano no segundo lugar da fase de apuramento da Euro. Em 17 de novembro, comandou Portugal a uma vitória histórica por expressivos 4–0 frente a Espanha, então campeã do mundo, no Estádio da Luz, em Lisboa.
Conseguiu um apuramento sofrido para o Euro 2012, no qual ficou no "Grupo da Morte", com a Alemanha, Dinamarca e os Países Baixos.
Foi o treinador mais jovem a participar nesta edição do Campeonato Europeu de Futebol.[carece de fontes?] Portugal conseguiu o apuramento para os quarta de final, onde jogou com a República Tcheca, com uma vitória por 1–0, passando para as meias-finais onde jogou com a Espanha, conseguindo anular a campeã do mundo e da Europa e com uma excelente exibição, perdendo apenas nos pênaltis.
Em 9 de abril de 2014, a Federação Portuguesa prolongou o seu contrato até o fim da fase final da Euro 2016. Entretanto, no dia 11 de setembro de 2014, após uma derrota contra a Albânia em Aveiro, na primeira partida das Qualificações para o Campeonato Europeu, a Federação Portuguesa decidiu rescindir seu contrato.

### Cruzeiro
Em 11 de maio de 2016, o Cruzeiro anunciou a sua contratação até dezembro de 2017. Paulo Bento estreou pela equipe mineira no dia 21 de maio, com um empate por 2–2 contra o Figueirense, no Mineirão, válido pela segunda rodada do Campeonato Brasileiro. Duas rodadas depois, foi expulso de campo nos momentos finais da partida contra o América-MG por discutir com o treinador adversário, Givanildo Oliveira, que também foi expulso. Mesmo com o time ainda em formação e terminando a partida com oito jogadores em campo, no dia 12 de junho Bento venceu seu primeiro clássico estadual como treinador do clube, com um triunfo por 3–2 contra o Atlético Mineiro.
Foi dispensado em 25 de julho, um dia após a equipe ser derrotada em casa por 2–1 para o Sport, resultado que deixou o clube na penúltima posição no Campeonato Brasileiro.

### Olympiacos
No dia 11 de agosto de 2016, Paulo Bento foi confirmado como novo treinador do Olympiacos. O português deixou o cargo em março de 2017.

### Seleção Sul-Coreana
No dia 16 de agosto de 2018, foi confirmado como novo técnico da Seleção Sul-Coreana. O treinador deixou o comando técnico da equipe no dia 5 de dezembro de 2022, após uma derrota por 4–1 para o Brasil, em jogo válido pelas oitavas de final da Copa do Mundo.

### Seleção Emiradense
Foi anunciado como novo treinador da Seleção dos Emirados Árabes Unidos no dia 9 de julho de 2023, substituindo o argentino Rodolfo Arruabarrena. Paulo Bento realizou sua estreia no dia 12 de setembro, numa vitória por 4–1 contra a Costa Rica, em amistoso realizado em Zagreb.

## Títulos

### Como jogador
Estrela da Amadora
- Taça de Portugal : 1989–90

Benfica
- Taça de Portugal: 1995–96

Sporting
- Primeira Liga: 2001–02
- Taça de Portugal: 2001–02
- Supertaça Cândido de Oliveira: 2002

### Como treinador
Sporting
- Campeonato Nacional de Juniores: 2004–05
- Taça de Portugal: 2006–07 e 2007-2008
- Supertaça Cândido de Oliveira: 2007 e 2008
- Taça Amizade: 2007–08

Olympiacos
- Campeonato Grego: 2016–17

Coreia do Sul
- Copa E-1: 2019[12]